# Quercus lanata
Quercus lanata là một loài thực vật có hoa trong họ Cử. Loài này được Sm. miêu tả khoa học đầu tiên năm 1819.

## Hình ảnh